# Platycapnos
Platycapnos é um género de plantas com flores pertencentes à família Papaveraceae.
A sua distribuição nativa é nas Ilhas Canárias, Mediterrâneo Ocidental e Central.
Espécies:
- Platycapnos saxicola Willk.
- Platycapnos spicatus (L.) Bernh.
- Platycapnos tenuilobus Pomel